# Bundesverband der Träger beruflicher Bildung (Bildungsverband)
Der Bundesverband der Träger beruflicher Bildung (Bildungsverband) e. V. – kurz: BBB – ist ein Zusammenschluss maßgeblicher Anbieter von Bildungsprogrammen in Deutschland im Bereich berufliche Aus‐ und Weiterbildung. Der BBB wurde im Mai 2002 gegründet.

## Ziele
1. Ziel des Bildungsverbandes ist es, die gemeinsamen Interessen der Bildungsträger zu formulieren und ihnen Geltung zu verschaffen.
2. Insbesondere sollen die Bestrebungen der Mitglieder in unternehmens‐, bildungs‐ und sozialpolitischen Angelegenheiten durch Information und Beratung gefördert und koordiniert werden.
3. Darüber hinaus haben Mitglieder des Bildungsverbandes eine gesonderte Zweckgemeinschaft gebildet, die arbeits‐ und tarifrechtliche Regelungen entwickelt, um diesen Geltung zu verschaffen. Sie ist der Arbeitgeberverband der aus- und Weiterbildungsbranche nach dem Zweiten (Grundsicherung) und Dritten Buch Sozialgesetzbuch (Arbeitsförderung)[2]

## Geschichte
Der Bundesverband der Träger beruflicher Bildung e.V. wurde am 17. Mai 2002 in Hamburg gegründet. Die Gründung des Verbandes war die logische Weiterentwicklung einer Kooperation, die in den neunziger Jahren als »Arbeitskreis Überregionale Bildungsträger« begann.  In dessen regelmäßigen Treffen wurden wichtige und alle Träger berührende Fragen erörtert. Von der Gründung des Bundesverbandes versprechen sich die Mitgliedsorganisationen eine noch engere Kooperation und eine stärkere Interessenvertretung der Akteure in der beruflichen Bildungsarbeit.

## Qualitätsverbund der beruflichen Weiterbildung
Der Bildungsverband hat den Qualitätsstandard BQM in Form eines Anforderungskatalogs an die Weiterbildung entwickelt. Er ist eine Umsetzungshilfe zur Entwicklung eines Qualitätsmanagementsystems für Bildungsträger. Es übersetzt die in der AZAV formulierten Forderungen an Bildungsträger und macht sie anwendbar. »BQM« steht dabei im engeren Sinne für »Bildungs‐Qualitäts‐Management«.
BQM ist heute ein anerkannter Qualitätsstandard für Bildungsdienstleister. Die mittlerweile 125 Mitglieder des Bildungsverbandes verpflichten sich per Statut, die BBB‐Qualitätsgrundsätze ihres Verbandes einzuhalten.

## Zweckgemeinschaft des Bildungsverbandes BBB
Die Mehrzahl der Mitglieder des Bildungsverbandes hat sich zusätzlich in der Zweckgemeinschaft des Bundesverbandes der Träger beruflicher Bildung (Bildungsverband) e. V. zusammengeschlossen, einer arbeitsrechtlichen Vereinigung. Die Zweckgemeinschaft ist der Arbeitgeberverband der Aus‐ und Weiterbildungsbranche, führt die Tarifverhandlungen mit den Gewerkschaften GEW und ver.di und schließt die jeweiligen aktuellen Mindestlohnverträge ab. „Sie ist parteipolitisch und weltanschaulich unabhängig. Sie erkennt die geltende Rechtsordnung, insbesondere das Tarif‐, Schlichtungs‐ und Arbeitskampfrecht an“ (Statut der Zweckgemeinschaft des Bundesverbandes der Träger beruflicher Bildung).
Ziel der Zweckgemeinschaft und auch des Bildungsverbandes ist es, einen Branchentarifvertrag abzuschließen, der dann nach Tarifvertragsgesetz anerkannt und für allgemeinverbindlich erklärt wird. Der aktuelle Mindestlohntarifvertrag für die Aus- und Weiterbildungsbranche gilt seit dem 1. April 2019.

## Mitgliedschaften des BBB
Der Bildungsverband gibt bei öffentlichen Anhörungen in Bundestagsausschüssen seine Expertise ab und nimmt durch seine Pressearbeit, Stellungnahmen sowie Positionen 1), 2) Einfluss auf arbeitsmarkt‐ und bildungspolitische Entwicklungen und gestaltet die Bildungslandschaft in Deutschland und Europa mit. Der Bildungsverband ist Mitglied in folgenden nationalen und europäischen Organisationen:
- Deutsches Institut für Erwachsenenbildung
- Nationales Forum Beratung in Bildung, Beruf und Beschäftigung
- Europäische Bewegung Deutschland
- Europäischer Verband beruflicher Bildungsträger[8]

## Publikationen
Der Bundesverband der Träger beruflicher Bildung (Bildungsverband) e. V. ist Herausgeber der BBB Info‐Briefe. Die Informationsschrift für Partner und Mitglieder des Bildungsverband e. V. erscheint in der Regel sechsmal im Jahr und informiert über das aktuelle Verbandsgeschehen. Interessenten können den Newsletter als PDF‐Datei oder als Online‐Nachrichten lesen.
Darüber hinaus ist der Bildungsverband Mitherausgeber des mit der TÜV Rheinland Group erarbeiteten Qualitätsstandard für Bildungsträger-BQM.
4. überarbeitete Auflage. Köln 2016, ISBN 978-3-7406-0032-7.

## Projekte und Aktionen
1. Der Bildungsverband e. V. (BBB) veranstaltet Fachtagungen, Konferenzen, Themenabende und weitere Veranstaltungen, die sich aktuellen Themen der Bildungs‐ und Arbeitsmarktpolitik widmen.
2. Deutscher Weiterbildungstag: Der BBB ist Initiator des seit 2007 stattfindenden Deutschen Weiterbildungstages. Ziel der im zweijährigen Rhythmus stattfindenden Veranstaltung ist es, bundesweit für Weiterbildung zu werben und sie in den Fokus von Politik und Öffentlichkeit zu setzen.[2]

## Vorstand
Die Mitgliederversammlung wählte am 19. Oktober 2018 in Berlin einen neuen Vorstand:
| Vorsitzender         | Thiemo Fojkar (IB – Internationaler Bund) |
| Stellv. Vorsitzender | Achim Albrecht, Stiftung Grone-Schule |
| Mitglieder           | Dina Bösch (DAA Akademie); Sigrid Baumann‐Tornow (IBB Institut für berufliche Bildung); Jörg Becks (TÜV Nord Bildung); Markus Dohm (TÜV Rheinland Academy & Life Care); Wolfgang Gehlhard (Kolping‐Bildungswerk); Dirk Jedan (Kreishandwerkerschaft Märkischer Kreis); Klaus Knappstein (Berufsfortbildungswerk bfw ‐ Unternehmen für Bildung); Reiner Engel, Tertia; Petra Densborn (Christliches Jugenddorfwerk Deutschlands, CJD) |